# Srovnávací religionistika
Srovnávací religionistika je srovnávací metodika v religionistice. Srovnávání jednotlivých náboženství je poněkud problematické, a často kritizované.[zdroj⁠?!] Někdy může být chápáno jako útok na dané náboženství[zdroj?] a někdy je implicitní a a priori například židovsko-křesťanský monoteismus oproti ostatním[zdroj?].

## Komparace ve starověku na Předním východě
Srovnávání náboženství je jedna z lidských přirozeností. Důkaz už máme ze 3. století př. n. l., kdy sumerský Bůh měl stejný status jako jejich vlastní. Dokonce máme jakési „encyklopedie“ z této doby, kdy se bohové dávali do paralel, například sumerská Inanna paralelní východosemitská Ištar, severosemitská Arštar, chetická Anara, churrická Šurašta. (Bohyně Ištar je bohyně vášně i vášnivosti nejen v milostném smyslu). Nejrozsáhlejší výčet je kniha An (neboli Annum), který se tradoval od 17. století př. n. l. až do 4. století n. l. Božstva byla asi považována za něco, co má odlišné kořeny, přesto analogické a srovnatelné s vlastním. Jinak měly spisy spíše praktický účel, při smlouvách.

## Komparace v Řecku a Římě
Je obdobná situace jako na předním východě, jen v hlubším rozsahu. Jeden z prvních přiřazení cizích reprezentací vlastních v Herodotovi (5. století př. n. l.) v jeho knize Dějiny. V jeho stopách jdou jeho následovníci (Caesar, Titus), přesto daleko víc a priori předsudků. Tento způsob byl převzat i ve středověku.
Herodos vidí vznik analogie ve společném původu, řečtí bohové byli dovezeni z Egypta a také velmi uvažuje o vztahu perského a starosemitského náboženství. Diogenes Laortios tvrdil, že judaismus je odvozen o perských nauk. V pozdější době byla chápána starší náboženství jako nadřazená. Přesto vlastní náboženství chápali „srovnávající“ vždy jako to nejlepší.

## Možné druhy srovnání

### Komparace onomastická
Friedrich Max Müller (1823 – 1900) původem Němec, který žil v Anglii a který vytyčil religionistiku jako samostatný obor a ukázal na základní úkoly této vědy. Je nutné :
1. zjistit, co to náboženství je;
2. zjistit, jaký základ má v lidské duši;
3. zjistit, jakými zákonitostmi se řídí během historického vývoje.

Mezi jeho stěžejní díla patří Uvedení do vědy o náboženství. Založil tzv. Onomastickou komparaci - jako hlavní prostředek ke srovnávání viděl etymologii jména. Specializoval se hlavně na mytické texty a založil školu „srovnávací mytologie“, která se snažila odhalit původní význam mýtů. Müller je dodnes uznáván, jeho metodika je plně zakotvena v religionistice.

#### Komparace
Müller jako první se pokoušel nejen najít materiál, ale nestranně ho porovnat. Považoval za důležité historické kontinuum, ale i všeobecný přehled o nejrůznějších náboženstvích. Materiál ke studii sbíral v písemné podobě a v původním jazyce, opírá se o myšlenku Hegela, který dal do vztahu jazyk + národ + náboženství, a vyvozuje z ní, že náboženství je tvořeno jazykem, tedy lze studovat jeho vývoj až k začátkům na jeho proměnách.
Nejdříve srovnával daný termín, řekněme třeba jméno boha, tzv. theonym, s ostatními. Za jmény bohů nacházel jména přírodních sil. Jeho zkoumání se dá ve zkratce shrnout v těchto bodech:
- různé jazykové skupiny Árjů měly před rozdělením společné mýty i slova
- mnoho jmen má společný základ → daleko starší než z védského nebo homerského období
- mnoho bohů má svůj původ v přírodních silách
- etymologie jména je nejúčinnější nástroj

Základ náboženství vidí Müller ve schopnosti lidské duše uchopovat něco, co jej samotného přesahuje a má potřebu toto dělat. Náboženství je tedy pro něj na jiné úrovni než rozum. Inspiroval mnoho dalších, přímo F. F. A. Khuna (věnoval se atmosférickým symbolům), D. G. Britona (Severoameričtí indiáni), aj. Dále otevřel mnoho oblastí k diskusi a ač, jej pozdější velikáni jako Eliade a Dumézil kritizuje, otevřel prostor pro debatu.

### Komparace evoluční
Evoluční komparace je inspirována exaktními vědami a vychází z toho, že relevantních výsledků lze dosáhnout pouze statistickým vyhodnocením četnosti paralel v různých náboženstvích.
Jejím tvůrcem je zakladatel kulturní antropologie Edward Burnett Taylor (1832–1917), který též založil Společnost pro srovnávací mytologii, která negovala pravidla onamistické komparace (Berlín).
Podle Taylora je na počátku psychická jednota lidí s univerzální schopnosti inovace, tedy vysvětlíme jednotlivé danosti zjištěním danosti. Nejdříve tedy nalezneme skupinu kulturních prvků, které jsou spjaté svým významem. Toto nazýval „adhezí“ - prvky, které k sobě lnou v nezávislosti na čase. Po rozřazení prvků do skupin, se snaží vysvětlit jejich funkci (ve smyslu matematické funkce), tedy postihnout racionalitu a logiku k obecným zákonitostem lidského chování. Samozřejmě upozorňoval na to, že jeden prvek může mít několik funkcí. Věnoval pozornost hlavně společnostem, u kterých se mu nepodařilo adhezi potvrdit.
Z toho přístupu vyplývá hned několik věcí: jednak, že stejné adheze znamenají stejnou úroveň vývoje, a pokud neodpovídá historickému vývoji, jde o difusi, tedy výpůjčku z jiné kultury.
Problém této teorie je, že jako původní náboženství chápal Taylor animismus (to nemusí být nutně pravda).
Zatímco Taylorův přístup byl vyvážený jeho nástupci se dělí na diachronní a synchronní:

#### Ahistorická větev (diachronní)
Typickým zástupcem je J. G. Frazer (1854 – 1941), kterému se podařilo komplikovanou metodiku zpopularizovat. Dokázal dobře odůvodnit požité metody, ale na druhou stranu je nedokázal důsledně dodržet. Z ahistorické větve se postupně vyvinula funkcionalistická antropologie (zakladatel Malinovski). Frazer svými knihami silně ovlivnil Eliadeho.

#### Historická větev (synchronní)
Zástupcem historické větve je např. L. Frobentius (1873- 1938). Tato větev se držela předpokladu, že lidská kultura a její vývoj probíhá ve všech dobách a náboženství dle stejných zákonitostech, bez výjimky (takto striktní Taylor nebyl). Frazer klasifikoval „taxony geneticky“, to znamená že výsledné typy (taxony), určoval podle hisoticko-geogradikých areálů se shou s kulturní tradicí.
Z historické větve vzniká historická antropologie.
Dalším důležitým zástupcem historické větvě je W. Schmidth (1868 – 1954) používá stejnou metodiku, ale považuje za prvotní náboženství tzv. Pramonoteismus, na rozdíl od Taylora, který považoval za původní animismus.

### Komparace typologická
C.P. Tiele (1830 – 1902) původně hovořil o tzv. Evoluci náboženské ideje. Tvrdil, že všechny typy náboženství jsou jen různé inkarnace ideje samotné, bez ohledu na jejich geografické, historické a etnologické kontinuum. Náboženství se vyvíjí od nižších forem k vyšší. Náboženství se podle něj začíná od přírodně náboženské kultury, přes náboženství etické povahy k vědě. Jeho hlavní dílo, kde shrnuje svoji metodiku, se jmenuje Základy vědy o náboženství.
Jako první se mají sebrat data ze všech kultur civilizovaného a necivilizovaného světa, dokonce i zaniklá. Klade důraz na primární prameny. Poté srovnat statistickou četnost studovaného theoremu. Díky tomu vzniká podle Tieleho „morfologie náboženství“. Poté má religionista za úkol detekovat „společného jmenovatele“ variantních náboženských forem v podobě stálého typu. Podle autora komparace, jde o ontologii náboženství.
Podle některých historiků vědy je Tiele zakladatelem fenomenologie náboženství. Tato metodika patří k nejpopulárnějším ve dvacátém století. Přesto dostála dvě důležitým modifikacím: ta první spočívala v Tieleho myšlence evoluce náboženství a druhá v rozšíření posledního kroku, porozumění samotné podstaty náboženství. Navazuje na Diltheyovu (1833 – 1911) metodiku, podle které, je nutno porozumět jednotlivým fenoménům v humanitních vědách (na rozdíl od věd přírodních, které vysvětlují hlavně kauzality).

#### Sociologie náboženství
Dalším význačným krokem rozvinutí typologické metodiky bylo založení sociologie náboženství, v podání Maxe Webera (1864 – 1920). Ten předkládá na základě srovnávání vytvoření jakýchsi „idealtypů“. Které se ve své podobě nemohou vyskytovat a zpět porovnáváme odchylky od svého vzoru. Tímto získáváme jednotlivých kulturních variant socionáboženským jevů.

### Komparace historická
Základy historické komparace položil italský religionista Raffelle Pettazoni (1853 – 1959). Snažil se překlenout rozpory mezi historiky náboženství a komparatisty. V religionistice to v té době byli dvě výrazně odlišné skupiny. Vrací se zpátky k zasazení konkrétního náboženství do určité doby a zasazuje jej do nejrůznějších kontextů, z kterých při svých dalších srovnávacích studií vychází. Její výhodou je hlavně snadné odhalení jednotlivých odlišností mezi náboženstvími, a možnost interpretování jejich vývoje.
V soudobé Itálii, kde se Pettazoni nejen narodil ale i pracoval, určoval charakter vědy jakýsi absolutní historismus, z čehož jasně vyplývá, že nemohli přijmout Tieleho typologickou komparaci, zvláště v její ahistorické podobě.

#### Metodika
Jako výchozí bod ke studiu religionistiky byl pro něj historický základ. Pettazoni vidí v náboženství jeden z hlavních konstruktivních faktorů, které určují tok dějin. To se děje pod vlivem tzv. Totálnímu historismu. Historická povaha náboženství je přisouzena právě religionistikům.
Metodika začíná izolovanou studií nejrůznějších náboženských kultur jako celků, potom vybrání určitého jevu (například vyznání hříchů). Potom zkoumání historického kontextu jednotlivých kultur. Jde nejen o srovnání religionistických aspektů, ale jde o srovnání dějinné, umělecké, sociální, etc.
S těmito podklady můžeme začít morfologickou analýzu, jde vlastně o podobu daností zasazených do kontextů, díky níž se dají uspořádat vztahy (někdy se to nazývá typologickou klasifikací). A dále se snažíme celou strukturu interpretovat. Výsledky komparace typologické nazývá „statickou fenomenologií náboženství“ (hledá význam struktur bez historického kontextu) a svou vlastní vidí jako „dynamickou fenomenologii“, která se dívá navíc na vývoj daného náboženství.
Problematika historické komparace je její příliš velký důraz na dějiny. Na konci se totiž badatel nedostává k objevení ahistorického modelu, ale k jakési „genetické konstrukci“ náboženství. Intelekt a intuice Pettazoniho však obhájila své posty a dala vzniknout další religionistické škole.